# ۷۸۷ (خورشیدی)
۷۸۷ هفتصد و هشتاد و هفتمین سال هجری خورشیدی است.